# Опришешти (Бакау)
Опришешти (рум. Oprișești) насеље је у Румунији у округу Бакау у општини Ракитоаса. Oпштина се налази на надморској висини од 172 m.

## Становништво
Према подацима из 2002. године у насељу је живело 317 становника, од којих су сви румунске националности.